# Informatisierung
Informatisierung (selten auch Informatisation) bezeichnet allgemein einen sozialen Prozess der Erzeugung und Nutzung von Informationen, um daraus weitere Informationen erzeugen zu können.
Das Wesen der Informatisierung besteht darin, Informationen als ein an sich ideelles, der Tätigkeit bestimmter Subjekte zuzurechnendes Moment in einen materiellen Gegenstand kooperativer menschlicher Tätigkeit zu überführen. Meist wird der Begriff in einer spezielleren Bedeutung verwendet: Durchdringung aller Lebensbereiche der Gesellschaft mit Informations- und Kommunikationstechnik, insbesondere mit dem Computer und dem Internet.

## Begriff
Der Begriff Informatisierung wurde 1979 durch Simon Nora (1921–2006) und Alain Minc geprägt.
Der Begriff wurde zunächst von Informatikern und Soziologen gleichermaßen abgelehnt, setzte sich jedoch in den 1980er Jahren im wissenschaftlichen Diskurs durch. In den 1990er Jahren entwickelten A. Baukrowitz, A. Boes und R. Schmiede einen allgemeinen Begriff der Informatisierung, der das Vordringen von Computer und Internet als Spezialfall einschließt.
Oft wird die Informatisierung mit einer tiefgreifenden Umstrukturierung der Gesellschaft zur Informationsgesellschaft, zur Wissensgesellschaft, zum informationellen Kapitalismus usw. in Verbindung gebracht.

## Geschichte
Die Geschichte der Informatisierung beginnt lange vor dem ersten Computer und ist eng verbunden mit der Geschichte der Organisationen. Meilensteine des systematischen Informationsgebrauchs zur Erzeugung weiterer Informationen sind etwa die doppelte Buchführung oder die Verbreitung der Konstruktionszeichnung und der Stückliste. Insbesondere in wirtschaftlichen Organisationen (Unternehmen) gab es bereits zu Beginn des 20. Jahrhunderts ein erhebliches Ausmaß an systematisch genutzten materialisierten Informationen. Es erlaubte z. B. General Motors eine Steuerung der Produktionsprozesse „rein nach den Zahlen“ (Alfred P. Sloan).
Ein weiterer Meilenstein der Informatisierung ist die Einführung des Computers, der zunächst noch in der Logik der bestehenden Informationssysteme steht und zur automatischen Bearbeitung hochstandardisierter Massendaten verwendet wird. Im Laufe der 1970er- und 1980er-Jahre werden die Versuche vorangetrieben, alle wesentlichen Aspekte realer wirtschaftlicher Prozesse auf der Informationsebene widerzuspiegeln. Ein Leitbild dieser Phase der Informatisierung ist etwa das Computer-integrated manufacturing (CIM). Derartige Leitbilder stehen noch in der Tradition der Vollendung des Fordismus bzw. Taylorismus. Doch in der Folge nimmt die Informatisierung eine andere Entwicklung. Einen Einschnitt bildet um 1996/97 die Zugänglichmachung des Internets für Privatnutzer.
Das Internet macht die bereits informatisierten Strukturen von Organisationen potenziell anschlussfähig an den Informationsgebrauch in der (privaten) Lebenswelt und umgekehrt. Mit der zunehmenden Menge der Personal Computer bei privaten und institutionellen Nutzern entsteht ein weltumspannendes einheitliches Medium, das Informationsverarbeitungsprozesse ganz unterschiedlicher gesellschaftlicher Bereiche integrieren kann. Die neuen Informationssysteme ermöglichen und begünstigen grundsätzlich ein dialogisches und reflexives Umgehen mit Informationen. Damit geht eine Tendenz zur Aufhebung starrer hierarchischer Beziehungen (etwa zwischen Planung und Ausführung) und zur Bildung von Netzwerken einher.